# لوطس جليدي
لوطس جليدي (الاسم العلمي:Lotus glacialis) هي نوع نباتي يتبع جنس اللوطس من فصيلة البقولية.